# Вальдемар Кукеряну
Вальдемар Кукеряну (рум. Waldemar Cucereanu; 25 вересня 1978, Алба-Юлія) — румунський боксер, призер чемпіонатів світу та Європи серед аматорів.

## Аматорська кар'єра
1999 року Вальдемар Кукеряну став бронзовим призером чемпіонату світу в категорії до 51 кг.
- В 1/8 фіналу переміг Ліама Каннінгема (Ірландія) — 9-2
- У чвертьфіналі переміг Володимира Сидоренко (Україна) — 6-2
- У півфіналі програв Омару Нарваесу (Аргентина) —2-6

На чемпіонаті світу 2001 виступав вже у категорії до 54 кг і, вигравши у Алі Аллаба (Франція) — 15-3, програв у 1/8 фіналу Сергію Данильченко (Україна) — 4-16.
На чемпіонаті Європи 2002 завоював бронзову медаль.
- В 1/8 фіналу переміг Віталія Тайберт (Німеччина) — 29-15
- У чвертьфіналі переміг Лаша Очігава (Грузія) — RSCO 3
- У півфіналі програв Хаважи Хацигову (Білорусь) — 21-26

На чемпіонаті світу 2003 програв у другому бою Баходиру Султонову (Узбекистан) —
10-21
На чемпіонаті Європи 2004 переміг Сашу Яніча (Сербія і Чорногорія) — RSCO 3 і Хаважи Хацигова (Білорусь) — 37-33, а у чвертьфіналі програв Геннадію Ковальову (Росія) — 30-46 і не зумів кваліфікуватися на Олімпійські ігри 2004.